# Бібліографія Шерлока Холмса

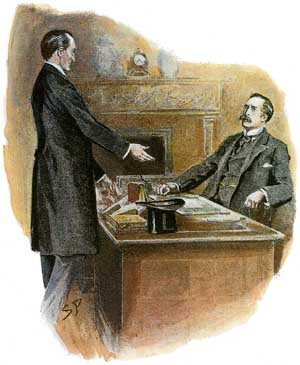
Шерлок Холмс та його біограф Доктор Ватсон на ілюстрації Сидні Педжіта у творі Порожній будинок.

Бібліографія Шерлока Холмса — перелік творів про Шерлока Холмса, написаних Артуром Конан Дойлом, всього 56 оповідань та 4 повісті , а також твори інших авторів, які використовували тих самих персонажів.

## Повісті
4 повісті канону:
1. Етюд у багряних тонах (1887)
2. Знак чотирьох (1890)
3. Собака Баскервілів (1901—1902)
4. Долина жаху (1914—1915)

## Оповідання
56 оповідань зібрано у 5 книг:
1. Пригоди Шерлока Холмса (1892)
2. Спогади Шерлока Холмса (1894)
3. Повернення Шерлока Холмса (1905)
4. Його останній уклін (1917)
5. Архів Шерлока Холмса (1927)

### Пригоди Шерлока Холмса(1892)

Обкладинка першого видання книги Пригоди Шерлока Холмса

Опубліковано 14 жовтня 1892 року; містить 12 оповідань опублікованих в літературному журналі The Strand з липня 1891 року по червень 1892 року з оригінальними ілюстраціями Сидні Педжіта.
1. «Скандал у Богемії» (червень 1891)
2. «Спілка рудих» (серпень 1891)
3. «Встановлення особи» (вересень 1891)
4. «Таємниця Боскомбської долини» (жовтень 1891)
5. «П'ять апельсинових зерняток» (листопад 1891)
6. «Людина з розсіченою губою» (грудень 1891)
7. «Блакитний карбункул» (січень 1892)
8. «Пістрява стрічка» (лютий 1892)
9. «Інженерів палець» (березень 1892)
10. «Шляхетний холостяк» (квітень 1892)
11. «Берилова діадема» (травень 1892)
12. «Мідяні буки» (червень 1892)

### Спогади Шерлока Холмса(1893–94)

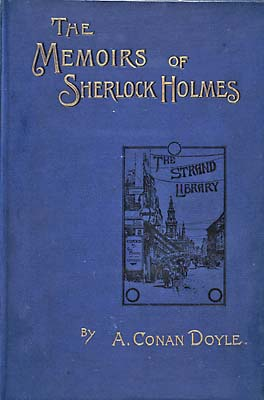
Обкладинка першого видання книги Спогади Шерлока Холмса, опублікованого у 1894 році

Збірка з 12 оповідань опублікованих в літературному журналі «The Strand» як продовження «Пригод Шерлока Холмса» з грудня 1892 року по грудень 1893 року з оригінальними ілюстраціями Сидні Педжіта (після публікації в журналі, Дойл включив оповідання «Картонна коробка» лише в збірку «Його останній уклін»).
1. «Звіздочолий» (грудень 1892)
2. «Картонна коробка» (січень 1893)
3. «Жовте обличчя» (лютий 1893)
4. «Пригоди клерка» (березень 1893)
5. «Глорія Скотт» (квітень 1893)
6. «Обряд родини Масгрейвів» (травень 1893)
7. «Рейгетська загадка» (червень 1893)
8. «Горбань» (липень 1893)
9. «Постійний пацієнт» (серпень 1893)
10. «Грек-перекладач» (вересень 1893)
11. «Морський договір» (жовтень–листопад 1893)
12. «Остання справа Холмса» (грудень 1893)

### Повернення Шерлока Холмса(1905)
Збірка містить 13 оповідань, опублікованих у літературному журналі «The Strand» з жовтня 1903 року по грудень 1904 року з оригінальними ілюстраціями Сидні Педжіта.
1. «Порожній будинок» (жовтень 1903)
2. «Будівничий з Норвуда» (листопад 1903)
3. «Танцюючі чоловічки» (грудень 1903)
4. «Самотня велосипедистка» (січень 1904)
5. «Пригода в інтернаті» (лютий 1904)
6. «Чорний Пітер» (березень 1904)
7. «Кінець Чарльза Огастеса Мілвертона» (квітень 1904)
8. «Шість Наполеонів» (травень 1904)
9. «Троє студентів» (червень 1904)
10. «Золоте пенсне» (липень 1904)
11. «Зниклий регбіст» (серпень 1904)
12. «Убивство в Еббі-Грейндж» (вересень 1904)
13. «Друга пляма» (грудень 1904)

### Його останній уклін(1917)
Містить 7 оповідань, опублікованих у 1908—1917 роках. Багато видань збірки «Його останній уклін» мають 8 оповідань, та ще й оповідання «Картонна коробка» було частиною цієї книги, а не збірки «Спогади Шерлока Холмса».
1. «Пригода в «Бузковій хижі»» (1908)
2. «Червоне коло» (1911)
3. «Креслення Брюса-Партінгтона» (1908)
4. «Детектив при смерті» (1913)
5. «Зникнення леді Френсіс Карфакс» (1911)
6. «Нога диявола» (1910)
7. «Його останній уклін» (1917)

### Архів Шерлока Холмса(1927)
Містить 12 оповідань, опублікованих у 1921—1927 роках.
1. «Камінь Мазаріні» (1921)
2. «Загадка Торського мосту» (1922)
3. «Людина, що рачкує» (1923)
4. «Сассекський вампір» (1924)
5. «Троє Гаррідебів» (1924)
6. «Вельможний клієнт» (1924)
7. «Пригода на віллі «Три фронтони»» (1926)
8. «Блідий вояк» (1926)
9. «Лев'яча грива» (1926)
10. «Відставлений фарбар» (1926)
11. «Квартирантка під вуаллю» (1927)
12. «Пригода в садибі Шоскомб» (1927)

## Неканонічні твори
Після смерті автора професіональні й аматорські дослідники Холмса нескінченно обговорювали розширення цього канону, щоб включити інші твори Дойла, серед них і твори в інших засобах масової інформації, до нинішніх, сповнених пригод. Чутки завжди оточували втрачені твори, а в останні роки подальше розслідування виявило більше творів для традиційно зібраного канону. Оскільки немає жодного остаточного органу, який би вирішував, який твір про Шерлока Холмса є канонічнім, а який — ні, навряд чи будь-який твір, незалежно від того, наскільки обґрунтована його претензія на «канонічність», коли-небудь буде опублікований у версіях Повного Шерлока Холмса. Однак близько вісімнадцяти робіт вважаються кандидатами на канонічні твори.
Окрім канону, Дойл написав (зрідка спільно зі співавтором) ряд віньєток, ігрових адаптацій та нарисів за участю Холмса та дві короткі пригоди, в яких Холмс з'являється в ролі самого себе. Більшість творів опубліковано в різних місцях за його життя; решта вийшла у світ лише після його смерті. Деякі з них перелічено нижче з більш детальною інформацією.

### «Благодійний ярмарок» (1896)
Оповідання «Благодійний ярмарок» автор написав під час збирання коштів для Единбурзького університету. Університет попросив Дойла написати короткий твір для благодійного журналу. За сюжетом Ватсон дістав подібний запит, і саме тоді, коли доктор читає лист під час сніданку, Холмс правильно визначає відправника листа й думки Ватсона щодо цього. Оповідання має багато спільного з канонічними творами, особливо в тому, що Ватсон витісняє Дойла як автора, який публікує власні оповідання в журналі. В оповіданні зображено не тільки відому майстерність спостережень Холмса, що дають, очевидно, чудодійні результати, але й поняття «традиційних сцен сніданку», які відкривають багато оповідань про Шерлока Холмса

### «Зникнення екстреного потягу» (1898)
Хоча Дойл убив свого героя до 1894 року, він все ще писав інші короткі оповідання для публікації в журналі «The Strand». У сюжеті оповідання, на перший погляд, незрозуміла таємниця, в якій екстрений потяг та декілька його пасажирів зникають між двома станціями. Після того, як загадку описано повністю, вказується, що в пресі з'явився лист, в якому дається запропоноване розв'язання від «прихильника-аматора якоїсь знаменитості». Цілком можливо, що цим «прихильником-аматором» був Шерлок Холмс. Розповідь ведеться від третьої особи. Це оповідання опубліковано в книзі Артура Конан Дойла «Казки жаху та таємниці» 1923 року й упродовж багатьох років з'являється у французьких виданнях повних пригод.

### «Людина з годинниками» (1898)
Оповідання «Людина з годинниками» з'явилося в журналі «The Strand» 1898 року, а згодом у збірках «Коло вогняних історій» і «Казки жаху та таємниці». Таємниця цього разу оточує появу мертвого чоловіка в залізничному вагоні, з шістьма кишеньковими годинниками в куртці. Пояснення пропонує детектив-аматор, однак оповідач зазначає, що в поясненні наявні хиби, оскільки він не враховує всіх фактів. Чоловік, причетний до випадкового вбивства потерпілого, пише лист детективу, в якому зазначає, що це «дуже кмітливе вирішення», але цілком неправильне і далі ділиться справжніми подіями того дня.

### «Пригоди високого чоловіка» (приблизно 1900)
Шукаючи документи Дойла, Хескет Пірсон, його біограф, натрапив на план ненаписаного оповідання. Багато дослідників заперечують авторство Дойла. Різні автори намагалися завершити оповідання (назване «Пригоди високого чоловіка» Пітером Хейнінгом, план в оригіналі не мав назви) і поставити його нарівні з каноном. Деякі дуже близькі до плану Дойла, інші включають у себе його варіанти.

### «Як Ватсон вивчав фокуси» (1924)
У 1922 році декілька авторів звернулися до бібліотеки будинку ляльок Королеви Марії. Дойл написав коротку пригоду Шерлока Холмса, завдовжки лише 503 слова, на крихітних сторінках спеціально створеної мініатюрної книжки: «Як Ватсон вивчав фокуси». Згодом цю пригоду опублікували разом із творами інших авторів у «Книзі бібліотеки будинку ляльок королеви» (1924). Хоча це оповідання написано через 28 років після «Благодійного ярмарку», це майже схожі твори. Сюжет оповідання — це сцена сніданку, під час якої Ватсон намагається імітувати стиль Холмса у відгадуванні його думок. Однак інтуїція підвела Ватсона. На відміну від майже всіх частин пригод Шерлока Холмса, ця написана від третьої особи.